# Élection gouvernorale de 2022 au Texas
L'élection gouvernorale de 2022 au Texas a lieu le 8 novembre 2022. 
Le gouverneur républicain sortant Greg Abbott a été élu en 2014 et réélu en 2018. Il se présente pour être réélu pour un troisième mandat. 
Des élections primaires ont eu lieu le 1er mars. Abbott a obtenu l'investiture républicaine tandis que l'ancien représentant et maire d'El Paso, Beto O'Rourke a remporté l'investiture démocrate. Abbott est largement favori dans cet État très républicain. 
Abbott est largement réélu pour un troisième mandat. Il réalise cependant le moins bon score de sa carrière politique.

## Résultats
| Candidats                | Candidats                | Partis                   | Voix       | %     |
| ------------------------ | ------------------------ | ------------------------ | ---------- | ----- |
|                          | Greg Abbott              | Républicain              | 4 426 156  | 54,76 |
|                          | Beto O'Rourke            | Démocrate                | 3 544 142  | 43,86 |
|                          | Mark Tippetts            | Libertarien              | 82 644     | 1,01  |
|                          | Delilah Barrios          | Indépendant              | 28 724     | 0,35  |
|                          | Candidats par écrit      | Candidats par écrit      | 1 774      | 0,00  |
|                          |                          |                          |            |       |
| Votes valides            | Votes valides            | Votes valides            | 8 102 908  | 100   |
| Votes blancs et nuls     | Votes blancs et nuls     | Votes blancs et nuls     | 0          | 0     |
| Total                    | Total                    | Total                    | 8 102 908  | 100   |
| Abstention               | Abstention               | Abstention               | 9 569 235  | 54,15 |
| Inscrits / participation | Inscrits / participation | Inscrits / participation | 17 672 143 | 45,85 |